# Šandrovac
Šandrovac je općina u Hrvatskoj.

## Zemljopis
Šandrovac se smjestio uzduž vrhova Bilogore. U Šandrovcu se nalazi jedan od vrhova Bilogore Vis (314 m). S Visa se za lijepa vremena može vidjeti dio Podravine i susjedna Mađarska.

## Stanovništvo
Po popisu stanovništva iz 2001. godine, općina Šandrovac je imala 2095 stanovnika.

### Šandrovac (naseljeno mjesto)
- 2001. – 851
- 1991. – 951 (Hrvati – 915, Jugoslaveni – 18, Srbi – 5, ostali – 13)
- 1981. – 1072 (Hrvati – 1018, Jugoslaveni – 45, Srbi – 1, ostali – 8)
- 1971. – 1199 (Hrvati – 1189, Jugoslaveni – 5, ostali – 5)

## Naselja
Jasenik, Kašljavac, Lasovac, Lasovac Brdo, Pupelica, Ravneš i Šandrovac.

## Povijest
Područje današnje Općine Šandrovac prvi se puta spominje 1245. g. u darovnici kralja Bele pod nazivom Mušinja (Mosyna, Musyna itd). Međutim, 1491. g. mjesto prelazi u vlasništvo plemića Šandora (Sandroffy) te se gubi stari naziv Mušinja i prevladava Šandri-grad, Šandrovec i konačno se ustalio kao Šandrovac, a 1501. g. osnovana je i crkvena župa.
Godine 1540. odlučeno je da se u “castellum Sandrosz” smjesti posada od 24 pješaka za obranu od Turaka. Utvrdu je na zemljovidu ubilježio Joan Sambucu Ortebi 1572. godine, da bi je nakon toga razorili Turci. Šandrovac je do prodora Turaka bio naseljen hrvatskim katolicima. Nakon poraza i povlačenja Turaka, Šandrovac se kao naselje ponovno izgrađuje. Područje Šandrovca ulazl i u prostor Vojne krajine, prema zemljovidu Varaždinskog generalata iz 1639. godine. Uz povratak Hrvata, vojna uprava doseljava i Vlahe. Novo naselje izgrađuje se istočnije od starog, koji su spalili Turci. Car Franjo I. 1792. i 1794. godine Šandrovcu izdaje pravo održavanja sajmova.

## Spomenici i znamenitosti
- Crkva Pohođenja Blažene Djevice Marije u Šandrovcu
- Kapela sv. Petra i Pavla u Lasovcu

## Obrazovanje
U samom centru Šandrovca smještena je osnovna škola. Nju pohađaju učenici općine Šandrovac od prvog do četvrtog razreda. 

## Kultura
- KUD Šandrovac

## Šport
- ONK Šandrovac, nogometni klub (do 2013. godine djelovali kao NK Metalprodukt)

## Vanjske poveznice
- KUD Šandrovac  Arhivirana inačica izvorne stranice od 28. siječnja 2011. (Wayback Machine)